# Marcelo do Seu Dino
 Marcelo Ferreira Ribeiro (São João de Meriti, 1 de dezembro de 1969), mais conhecido como  Marcelo Dino, é um policial militar e político filiado ao União Brasil (UNIÃO). Atualmente é deputado estadual, ocupando a vaga deixada por Bruno Dauare do Rio de Janeiro.
Nas eleições de 2018, foi candidato a deputado pelo PSL e foi eleito com 25.497 votos.